# Joanna Najfeld
Joanna Najfeld-Cejrowska (ur. 1982) – polska dziennikarka, publicystka, działaczka katolicka, z wykształcenia anglistka.

## Poglądy
Joanna Najfeld występuje w obronie katolickiej moralności, tradycji i instytucji Kościoła katolickiego. Według jej zwolenników oraz prasy katolickiej reprezentuje „konserwatywny feminizm pro-life”, za co, jak również za poglądy na kwestie aborcji, homoseksualizmu i godności kobiety, jest krytykowana przez środowiska feministyczne i LGBT, choć sama deklaruje się jako feministka.

## Działalność
Najfeld była współorganizatorką kampanii przeciwko redakcji „Machiny”. Dziennikarze „Machiny” w 2006 umieścili na okładce twarz piosenkarki Madonny wklejoną do welonu Matki Boskiej Częstochowskiej. Publikacja spotkała się również z potępieniem Rady Etyki Mediów. Taktyka „głosowania portfelami”, którą zaproponowali organizatorzy akcji przeciwko „Machinie”, przyczyniła się do rezygnacji z reklamowania się w czasopiśmie m.in. przez firmy Orange i Philips. Wcześniej była m.in. rzecznikiem prasowym poznańskiego oddziału stowarzyszenia KoLiber oraz współorganizatorką warszawskiego Marszu dla Życia i Rodziny w 2006. Jest związana ze środowiskiem czasopisma Fronda.

## Publikacje
W 2008 wydała razem z Tomaszem Terlikowskim książkę Agata. Anatomia manipulacji, dotyczącą przerwania ciąży przez czternastolatkę z Lublina.

## Proces
W lutym 2009 Joanna Najfeld została oskarżona przez Wandę Nowicką o pomówienie na antenie TVN24 o to, że Nowicka „znajduje się na liście płac przemysłu providerów aborcji i antykoncepcji”. Posiedzenia pojednawcze były kilkakrotnie odraczane z powodu niestawienia się oskarżycielki, rozprawy toczyły się za zamkniętymi drzwiami zgodnie z wolą domniemanej pokrzywdzonej i art. 359 Kodeksu postępowania karnego. Na 16. rozprawie, która odbyła się 12 września 2011, Joanna Najfeld została uniewinniona od zarzutu zniesławienia. Przebieg procesu i uzasadnienie wyroku, na wniosek Wandy Nowickiej, pozostają tajne. Niektóre chrześcijańsko-konserwatywne media nazywały ten proces naruszeniem wolności słowa.

## Życie prywatne
Jest żoną podróżnika Wojciecha Cejrowskiego. Według doniesień polskiej prasy para zawarła ślub kościelny pod koniec kwietnia 2010 w Pelplinie. Natomiast według rejestru ślubów stanu Teksas para również wzięła ślub 23 września 2011 w Dallas.